# بی‌فنیل
بی فنیل (همچنین شناخته شده به عنوان دی فنیل، فنیل بنزین، ۱–۱-بی فنیل، لیمونن یا BP) یک ترکیب آلی است که به شکل کریستال‌های بی‌رنگ است.

## همچنین نگاه کنید
- نفتالین

## یادداشت
1. ↑  Record[پیوند مرده] in the GESTIS Substance Database of the Institute for Occupational Safety and Health
2. ↑  "Diphenyl". Immediately Dangerous to Life or Health Concentrations (IDLH). National Institute for Occupational Safety and Health (NIOSH). 4 December 2014. Retrieved 17 March 2015.
3. ↑  "NIOSH Pocket Guide to Chemical Hazards #0239". National Institute for Occupational Safety and Health (NIOSH).
4. ↑  "Beilsteins Handbuch der organischen Chemie, Volume 5".